# 陈星荣
陈星荣（1931年—），男，四川永川人，中国放射医学家，曾任上海医科大学教授、上海医科大学附属华山医院院长。

## 家庭
父亲陈文镜。岳父张昌绍，妻子张安中，女儿陈冲是著名电影明星。